# Skoruśniak (Pogórze Spiskie)
Skoruśniak (słow. Skorušniak, Skorušiniak) – wzgórze o wysokości 978 m n.p.m. na Pogórzu Spiskim. Wraz z Chowańców Wierchem (1038 m) znajduje się u podnóża Tatr, w widłach rzeki Białki i jej dopływu – Jaworowego Potoku. Od Tatr oddzielone są Rowem Podspadzkim.
Skoruśniak to zalesione wzgórze o mało stromych stokach oraz rozległym i kopulastym grzbiecie. Na grzbiecie i w górnej części stoków (które są mniej strome od dolnych) znajduje się kilka polan, m.in. Cikowska Polana i Wyżna Chowańcowa Polana. Potężna wichura w 2004 powaliła znaczne połacie lasu i obecnie są to wiatrołomy.
Całe wzgórze Chowańców Wierchu i Skoruśniaka znajdują się na terenie Słowacji i należą do miejscowości Podspady i Jaworzyna Tatrzańska. Granica polsko-słowacka pomiędzy tymi miejscowościami i polskim Jurgowem przebiega wzdłuż rzeki Białki i północnym podnóżem Skoruśniaka. Według geografów słowackich wzgórze to należy do Magury Spiskiej. Mimo to włączone zostało w obszar Tatrzańskiego Parku Narodowego i Słowacy dodatkowo utworzyli na nim trzy obszary ochrony ścisłej. Skoruśniak znajduje się w obrębie Rezervácia Pavlova. Leśną drogą jego stokami (omijając wierzchołek) prowadzi szlak turystyki narciarskiej.
Do 1875 Skoruśniak i całe tereny na północ od Jurgowa, łącznie z tatrzańską Doliną Jaworową (tzw. Dobra Jaworzyńskie) były użytkowane przez polskich mieszkańców Jurgowa i Rzepisk. Po wykupieniu ich przez księcia Christiana Hohenlohe zostali oni z Tatr siłą wyparci. Na Skoruśniaku nadal użytkowali niektóre polany (na zasadzie dzierżawy). W okresie międzywojennym (1919-1924) między Polską i Czechosłowacją toczył się o te tereny ostry spór graniczny. Ostatecznie zostały przez Ligę Narodów przyznane Czechosłowacji. W 1938 wkroczyły na nie polskie wojska ponownie przyłączając je do Polski, ale po II wojnie światowej znów wróciły do Czechosłowacji.

## Szlaki turystyczne
– niebieski z Jaworzyny Tatrzańskiej stokami Chowańcowego Wierchu i Skoruśniaka do doliny Jaworowego Potoku (pomiędzy Podspadami a dawnym przejściem granicznym)